# Solea
A Solea a sugarasúszójú halak (Actinopterygii) osztályának lepényhalalakúak (Pleuronectiformes) rendjébe, ezen belül a nyelvhalfélék (Soleidae) családjába tartozó  nem.

## Rendszerezésük
A nembe az alábbi 9 faj tartozik:
- Solea aegyptiaca Chabanaud, 1927
- Solea capensis Gilchrist, 1902
- Solea elongata Day, 1877
- Solea heinii Steindachner, 1903
- Solea ovata Richardson, 1846
- Solea senegalensis Kaup, 1858
- Solea solea (Linnaeus, 1758)
- Solea stanalandi Randall & McCarthy, 1989
- Solea turbynei Gilchrist, 1904